# Вочапрејг (Вирџинија)
Вочапрејг (енгл. Wachapreague) град је у америчкој савезној држави Вирџинија. По попису становништва из 2010. у њему је живело 232 становника.

## Демографија
Према попису становништва из 2010. у граду је живело 232 становника, што је 4 (1,7%) становника мање него 2000. године.
| Група             | 2000.       | 2010.       |
| Белци             | 220 (93,2%) | 211 (90,9%) |
| Афроамериканци    | 6 (2,5%)    | 16 (6,9%)   |
| Азијати           | 0 (0,0%)    | 0 (0,0%)    |
| Хиспаноамериканци | 4 (1,7%)    | 5 (2,2%)    |
| Укупно            | 236         | 232         |